# Franck Magnier
Pour les articles homonymes, voir Magnier.
Franck Magnier, né le 20 août 1966 à Arras dans le Nord-Pas-de-Calais, est un scénariste français.

## Biographie
Avant d'écrire pour le cinéma, il a suivi des études de droit et a obtenu son DESS (Diplôme d'études supérieures spécialisées) au Celsa en maketing/publicité. Il débute dans la publicité puis devient auteur des Guignols de l'info de 1994 à 2000.
Après avoir été scénariste des Guignols de l'info (avec Bruno Gaccio et Alexandre Charlot entre autres), il écrit depuis 2002 pour le cinéma.
Il fait une courte apparition en tant qu'acteur dans le film La Confusion des genres (2000) réalisé par Ilan Duran Cohen avec Pascal Greggory et Nathalie Richard.
Plus tard, il commence à écrire pour le cinéma, cosignant avec Alexandre Charlot (son ancien associé chez les Guignols de l'info) le scénario de Maléfique (2003), un film carcéral fantastique d'Éric Valette avec Clovis Cornillac.
Six ans plus tard, il scénarise Astérix aux Jeux Olympiques (2008) et coécrit avec Alexandre Charlot, son partenaire de toujours, ainsi que Dany Boon, le très grand succès Bienvenue chez les Ch'tis (2008).
Il poursuit son parcours de scénariste dans le registre comique avec le film RTT (2009) de Frédéric Berthe, puis s'essaie au thriller avec Une affaire d'État (2009), d’Eric Valette.
En 2010, il passe, avec Alexandre Charlot, du côté de la réalisation, en tournant Imogène McCarthery, une comédie policière loufoque dans laquelle Catherine Frot incarne une secrétaire chargée d'une mission secrète.
Deux ans plus tard, c'est encore une fois ensemble qu'ils réalisent l'adaptation de la bande dessinée Boule et Bill, avec Marina Foïs et Franck Dubosc dans les rôles des parents de Boule, et la voix de Manu Payet qui incarne le chien Bill,.

## Filmographie

### En tant que scénariste
- 2002 : Maléfique d'Éric Valette
- 2008 : Astérix aux jeux olympiques de Frédéric Forestier et Thomas Langmann
- 2008 : Bienvenue chez les Ch'tis de Dany Boon
- 2009 : Lucky Luke de James Huth
- 2009 : Une affaire d'État d'Éric Valette
- 2009 : RTT de Frédéric Berthe

### En tant que réalisateur et scénariste
en collaboration avec Alexandre Charlot ;
- 2010 : Imogène McCarthery
- 2013 : Boule et Bill
- 2016 : Les Têtes de l'emploi
- 2024 : Le Larbin

### Télévision
en tant que scénariste
- 1994-2000 : Les Guignols de l'info